# 芭芭拉·拉齊維烏
芭芭拉·拉齊維烏（波蘭語：Barbara Radziwiłłówna），1520年12月6日—1551年5月8日。1550年至1551年在位，擔任波蘭王后。

## 生平
1537年，芭芭拉與斯坦尼斯洛瓦·戈斯陶塔斯結婚。斯坦尼斯洛瓦去世後，芭芭拉與波蘭國王齊格蒙特一世的長子齐格蒙特·奥古斯特結婚。齐格蒙特一世去世後，芭芭拉與新丈夫成為波蘭國王與王后。1551年芭芭拉去世，死後葬在維爾紐斯主教座堂。